# オースティン・ヘンドリック
オースティン・ダニエル・ヘンドリック（Austin Daniel Hendrick, 2001年6月15日 - ）は、アメリカ合衆国ペンシルベニア州ピッツバーグ出身のプロ野球選手（外野手）。左投左打。MLBのシンシナティ・レッズ傘下所属。

## 経歴
2020年のMLBドラフト1巡目（全体12位）でシンシナティ・レッズから指名され、6月26日に契約金約400万ドルで入団した。なお、契約しない場合はミシシッピ州立大学へ進学の予定であった。

## プレースタイル
卓越したスウィングスピードからのパワーが自慢で、同じ左打者のブライス・ハーパーに憧れている。